# Vicariato apostolico di Gimma-Bonga
Il vicariato apostolico di Gimma-Bonga (in latino Vicariatus Apostolicus Gimmaensis-Bonganus) è una sede della Chiesa cattolica in Etiopia immediatamente soggetta alla Santa Sede. Nel 2022 contava 68.712 battezzati su 5.068.000 abitanti. È retto dal vescovo Markos Ghebremedhin, C.M.

## Territorio
Il vicariato apostolico comprende i seguenti territori dell'Etiopia: le zone di Bench Maji e Keficho Shekicho e il woreda speciale di Yem nella regione delle Nazioni, Nazionalità e Popoli del Sud; la zona di Gimma e parte della zona di Illubabor nella regione di Oromia.
Sede del vicariato è la città di Gimma, dove si trova la procattedrale della Beata Vergine Maria.
Il territorio è suddiviso in 55 parrocchie.

## Storia
La prefettura apostolica di Gimma-Bonga è stata eretta il 10 giugno 1994 con la bolla Ad expeditius di papa Giovanni Paolo II, ricavandone il territorio dal vicariato apostolico di Nekemte.
Il 16 novembre 2000 ha ceduto una porzione del suo territorio a vantaggio dell'erezione della prefettura apostolica di Gambella.
Il 5 dicembre 2009 la prefettura apostolica è stata elevata al rango di vicariato apostolico con la bolla Cum in Apostolica di papa Benedetto XVI.

## Cronotassi dei vescovi
Si omettono i periodi di sede vacante non superiori ai 2 anni o non storicamente accertati.
- Berhaneyesus Demerew Souraphiel, C.M. (10 giugno[2] 1994 - 7 novembre 1997 nominato vescovo ausiliare di Addis Abeba[3])
- Theodorus van Ruijven, C.M. (9 luglio 1998 - 23 luglio 2009 nominato vicario apostolico di Nekemte)
- Markos Ghebremedhin, C.M., dal 5 dicembre 2009

## Statistiche
Il vicariato apostolico nel 2022 su una popolazione di 5.068.000 persone contava 68.712 battezzati, corrispondenti all'1,4% del totale.
| anno | popolazione | popolazione | popolazione | presbiteri | presbiteri | presbiteri | presbiteri                | diaconi | religiosi | religiosi | parrocchie |
| anno | battezzati  | totale      | %           | numero     | secolari   | regolari   | battezzati per presbitero | diaconi | uomini    | donne     | parrocchie |
| ---- | ----------- | ----------- | ----------- | ---------- | ---------- | ---------- | ------------------------- | ------- | --------- | --------- | ---------- |
| 1999 | 47.500      | 4.500.500   | 1,1         | 8          | 1          | 7          | 5.937                     |         | 13        | 21        | 7          |
| 2000 | 10.000      | 4.790.000   | 0,2         | 11         | 2          | 9          | 909                       |         | 12        | 21        | 16         |
| 2001 | 10.083      | 2.800.000   | 0,4         | 8          |            | 8          | 1.260                     |         | 14        | 10        | 10         |
| 2002 | 10.378      | 3.000.000   | 0,3         | 8          |            | 8          | 1.297                     |         | 11        | 11        | 14         |
| 2003 | 10.753      | 3.099.900   | 0,3         | 8          |            | 8          | 1.344                     |         | 11        | 11        | 14         |
| 2004 | 11.235      | 3.200.400   | 0,4         | 8          |            | 8          | 1.404                     |         | 10        | 14        | 17         |
| 2007 | 12.185      | 3.500.000   | 0,3         | 7          |            | 7          | 1.740                     |         | 13        | 13        | 20         |
| 2010 | 20.000      | 3.794.615   | 0,5         | 21         | 12         | 9          | 952                       |         | 15        | 17        | 34         |
| 2014 | 35.000      | 4.215.000   | 0,8         | 23         | 11         | 12         | 1.521                     |         | 21        | 21        | 14         |
| 2017 | 45.000      | 4.540.300   | 1,0         | 26         | 14         | 12         | 1.730                     |         | 19        | 16        | 40         |
| 2020 | 47.990      | 4.848.575   | 1,0         | 32         | 15         | 17         | 1.499                     |         | 29        | 21        | 53         |
| 2022 | 68.712      | 5.068.000   | 1,4         | 40         | 20         | 20         | 1.717                     |         | 32        | 25        | 55         |